# Semens
Semens é uma comuna francesa na região administrativa da Nova Aquitânia, no departamento da Gironda. Estende-se por uma área de 3,7 km². Em 2010 a comuna tinha 215 habitantes (densidade: 58,1 hab./km²).